# Szerhij Leonyidovics Tyihipko
Szerhij Leonyidovics Tyihipko (ukránul): Сергій Леонідович Тігіпко; Drăgăneşti, Moldova, 1960. február 13.) ukrán üzletember és politikus. 1999 decemberétől 2000 júliusáig Ukrajna gazdasági minisztere, 2002–2004 között az Ukrán Nemzeti Bank (NBU) elnöke volt. 2000–2005 között a Trudova Ukrajina párt elnöke volt, 2009-től a Szilna Ukrajina párt élén áll. Indult a 2010-es ukrajnai elnökválasztáson, ahol az első fordulóban a várakozásokat felülmúlva, a szavazatok 13,05%-ának megszerzésével a harmadik helyen végzett.

## Magánélete
Tyihipko nős. Egy lánya va, Hanna, aki 1984-ben született.